# Sergio Bonaldi
Sergio Bonaldi (ur. 7 września 1978 w San Giovanni Bianco) – włoski biathlonista i biegacz narciarski, zwycięzca FIS Marathon Cup.

## Kariera
Największym sukcesem w karierze Sergio Bonaldiego jest brązowy medal zdobyty w sztafecie podczas biathlonowych mistrzostw Europy w Haute-Maurienne w 2001 roku. W latach 2000–2005 startował w zawodach Pucharu Świata w biathlonie, jednak nie zdobył punktów. Jego najlepszym wynikiem było 38. miejsce w biegu pościgowym 9 stycznia 2005 roku w Oberhofie. W 2005 roku wystąpił w biegu indywidualnym na mistrzostwach świata w Hochfilzen, zajmując 45. miejsce. Na rozgrywanych rok później igrzyskach olimpijskich w Turynie wystartował w sprincie, kończąc rywalizację na 66. pozycji. Od 2007 roku startuje w biegach narciarskich, najlepsze wyniki osiągając w cyklu FIS Marathon Cup. W zawodach tych kilkakrotnie stawał na podium, odnosząc dwa zwycięstwa: 20 stycznia 2013 roku wygrał austriacki maraton Dolomitenlauf, a 23 lutego tego samego roku był najlepszy w amerykańskim American Birkebeiner. W klasyfikacji generalnej sezonu 2012/2013 Bonaldi był najlepszy, wyprzedzając Francuza Benoît Chauveta i Norwega Andersa Auklanda. Nigdy nie startował w zawodach Pucharu Świata i nie był uwzględniany w klasyfikacji generalnej. Nigdy też nie wziął udziału w mistrzostwach świata.

## Osiągnięcia

### FIS Worldloppet Cup(FIS Marathon Cup)

#### Miejsca w klasyfikacji generalnej
- sezon 2007/2008: 23.
- sezon 2008/2009: 11.
- sezon 2009/2010: 10.
- sezon 2010/2011: 22.
- sezon 2011/2012: 10.
- sezon 2012/2013: 1.
- sezon 2013/2014: 7.
- sezon 2014/2015: 4.
- sezon 2016: 9.
- sezon 2017: 33.

#### Miejsca na podium
| Nr | Dzień       | Rok  | Zawody                | Dystans                 | Czas biegu  | Strata | Pozycja | Zwycięzca       |
| -- | ----------- | ---- | --------------------- | ----------------------- | ----------- | ------ | ------- | --------------- |
| 1. | 12 lutego   | 2012 | Transjurassienne      | 70 km stylem dowolnym   | 3:25:13,6 h | +0,4 s | 2.      | Alaksiej Iwanou |
| 2. | 25 lutego   | 2012 | Finlandia-hiihto      | 50 km stylem klasycznym | 2:22:20,7 h | +1,4 s | 2.      | Martin Koukal   |
| 3. | 20 stycznia | 2013 | Dolomitenlauf         | 42 km stylem dowolnym   | 1:50:56,4 h | -      | 1.      | -               |
| 4. | 23 lutego   | 2013 | American Birkebeiner  | 52 km stylem dowolnym   | 2:09:18,0 h | -      | 1.      | -               |
| 5. | 22 lutego   | 2014 | American Birkenbeiner | 52 km stylem dowolnym   | 2:14:29,9 h | +0,9 s | 3.      | Tom Reichelt    |
| 6. | 21 lutego   | 2015 | American Birkenbeiner | 50 km stylem dowolnym   | 2:12:21,1 h | -      | 1.      | -               |